# Oriol Bohigas (Physiker)

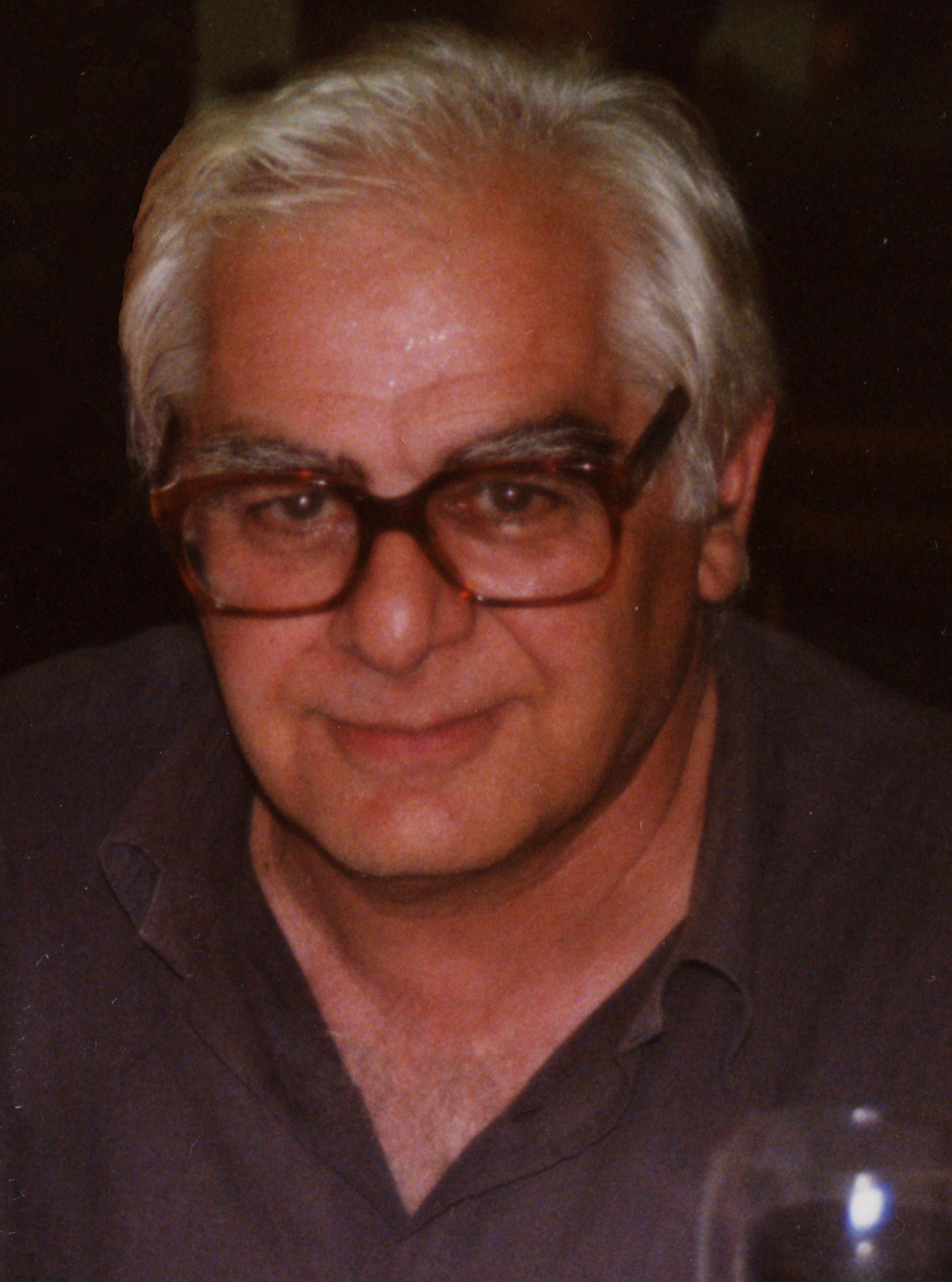
Oriol Bohigas

Oriol Bohigas i Martí (* 22. Dezember 1937 in Barcelona; † 22. Oktober 2013 in Orsay) war ein französisch-spanischer (katalanischer) mathematischer Physiker, der ein Pionier des Quantenchaos war.
Bohigas studierte Physik in Barcelona und Orsay (wobei er nie promovierte) und war ab 1966 Attaché de Recherche für das CNRS am Institut für Kernphysik in Orsay. 1971 wurde er Chargé de Recherche des CNRS, 1979 Maitre de Recherche und 1989 Forschungsdirektor des CNRS. Er leitete die Abteilung theoretische Physik am Institut für Kernphysik und gründete 1991 das Laboratoire de Physique Théorique et Modèles Statistiques (LPTMS) in Toulouse und war dessen Direktor. 2004 wurde er emeritiert, blieb aber weiter wissenschaftlich aktiv.
Er ist bekannt für Beiträge zur Anwendung der Theorie der Zufallsmatrizen auf die Statistik von Spektren quantenmechanischer Systeme. Der vermutete Zusammenhang zwischen beiden wird als Vermutung von Bohigas-Giannoni-Schmit bezeichnet. Sie wurde experimentell unter anderem mit Mikrowellen-Billard-Experimenten bestätigt (Hans-Jürgen Stöckmann).
Außerdem befasste er sich mit Kernphysik, neben Quantenchaos in der Kernphysik auch eine hydrodynamische Theorie von Riesenresonanzen und Summenregeln für kollektive Kernanregungen.
Er war Ehrendoktor der TU Darmstadt (2001), erhielt 1991 den Gay-Lussac-Humboldt-Preis und 1999 die Holweck-Medaille.
Bohigas war mit Nuria Sales verheiratet. Das Paar hatte einen Sohn und zwei Töchter. 1981 wurde er französischer Staatsbürger.

## Schriften
- mit J. Flores: Spacing and individual eigenvalue distributions of two-body random hamiltonians. In: Physics Letters B. 35, Nr. 5, 1971, S. 383–386, doi:10.1016/0370-2693(71)90399-6.
- mit A. M. Lane, J. Martorell: Sum rules for nuclear collective excitations. In: Physics Reports. 51, Nr. 5, 1979, S. 267–316, doi:10.1016/0370-1573(79)90079-6.
- mit H. Krivine, J. Treiner: Derivation of a fluid-dynamical lagrangian and electric giant resonances. In: Nuclear Physics A. 336, Nr. 2, 1980, S. 155–184, doi:10.1016/0375-9474(80)90618-1.
- mit  M.-J. Giannoni, C. Schmit: Characterization of Chaotic Quantum Spectra and Universality of Level Fluctuation Laws. In: Physical Review Letters. 52, Nr. 1, 1984, S. 1–4, doi:10.1103/PhysRevLett.52.1.
- mit Hans-Arwed Weidenmüller: Aspects of Chaos in Nuclear Physics. In: Annual Review of Nuclear and Particle Science. 38, Nr. 1, 1988, S. 421–453, doi:10.1146/annurev.ns.38.120188.002225.
- Random matrix theories and chaotic dynamics. In: M.-J. Giannoni, A. Voros, J. Zinn-Justin: Chaos and Quantum Physics. Les Houches, Session LII, 1989, Elsevier, 1991.
- mit S. Tomsovic, D. Ullmo: Manifestations of classical phase space structures in quantum mechanics. In: Physics Reports. 223, Nr. 2, 1993, S. 43–133, doi:10.1016/0370-1573(93)90109-Q.
- mit Eugene Bogomolny, P. Leboeuf: Quantum chaotic dynamics and random polynomials. In: Journal of Statistical Physics. 85, Nr. 5–6, 1996, S. 639–679, doi:10.1007/BF02199359.